# Piernik

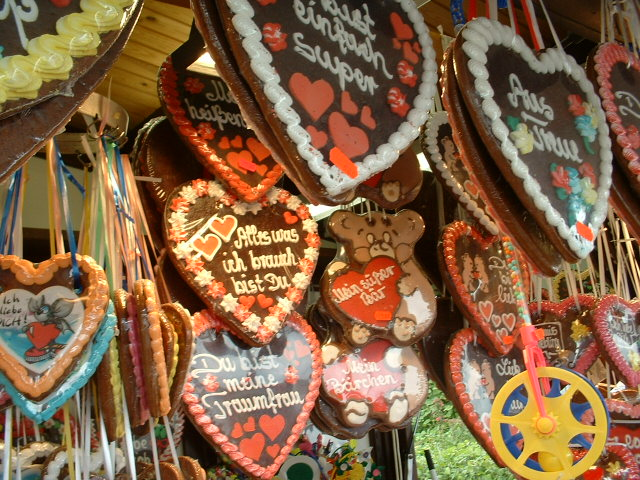
Piernikowe serca (Lebkuchen) na straganie

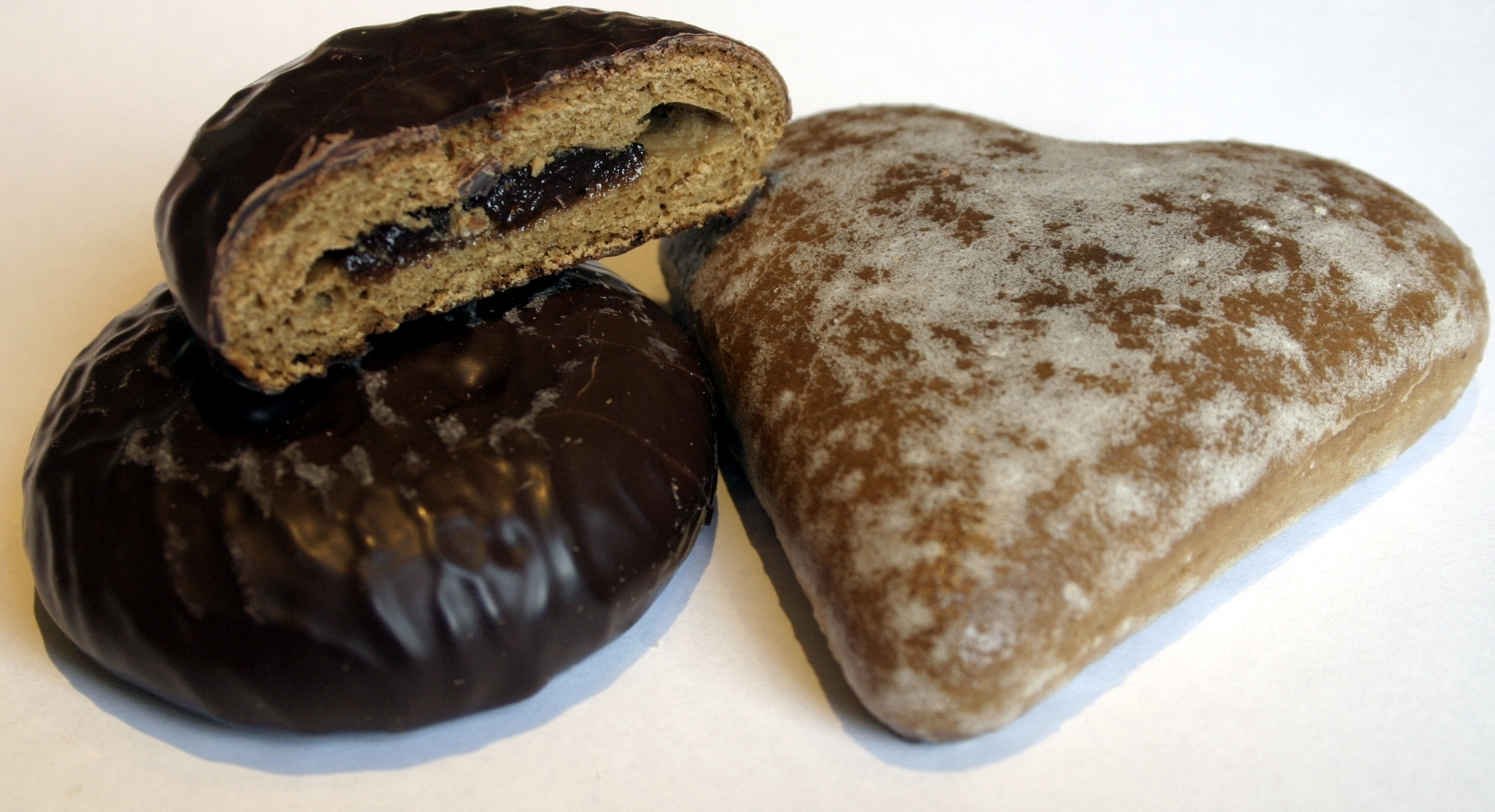
Tradycyjne pierniki toruńskie

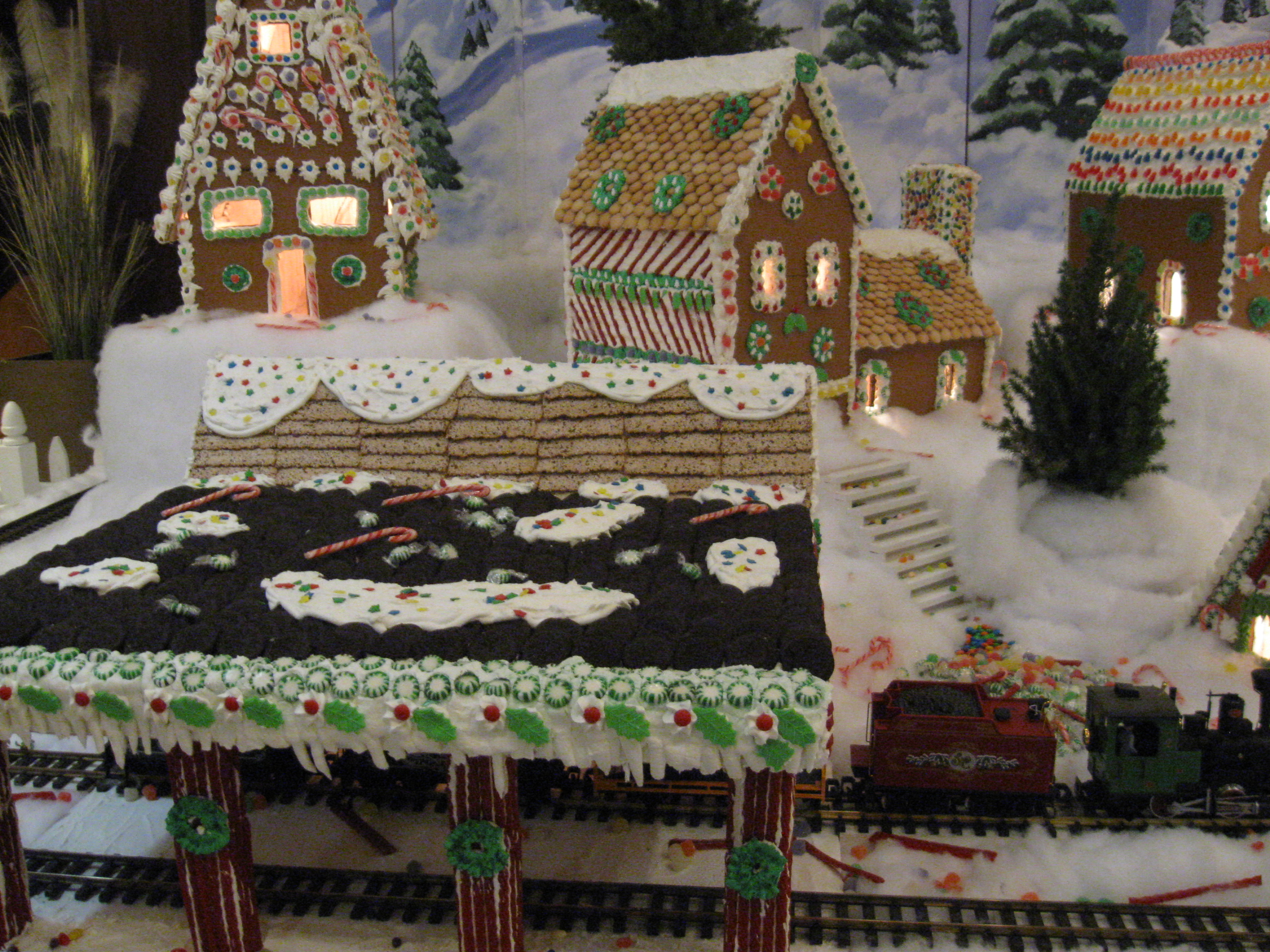
Dekoracja bożonarodzeniowa: domki i stacja kolejowa z piernika

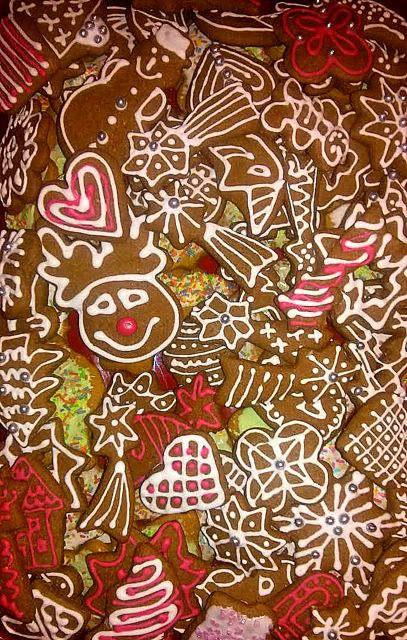
Pierniki-ciasteczka świąteczne

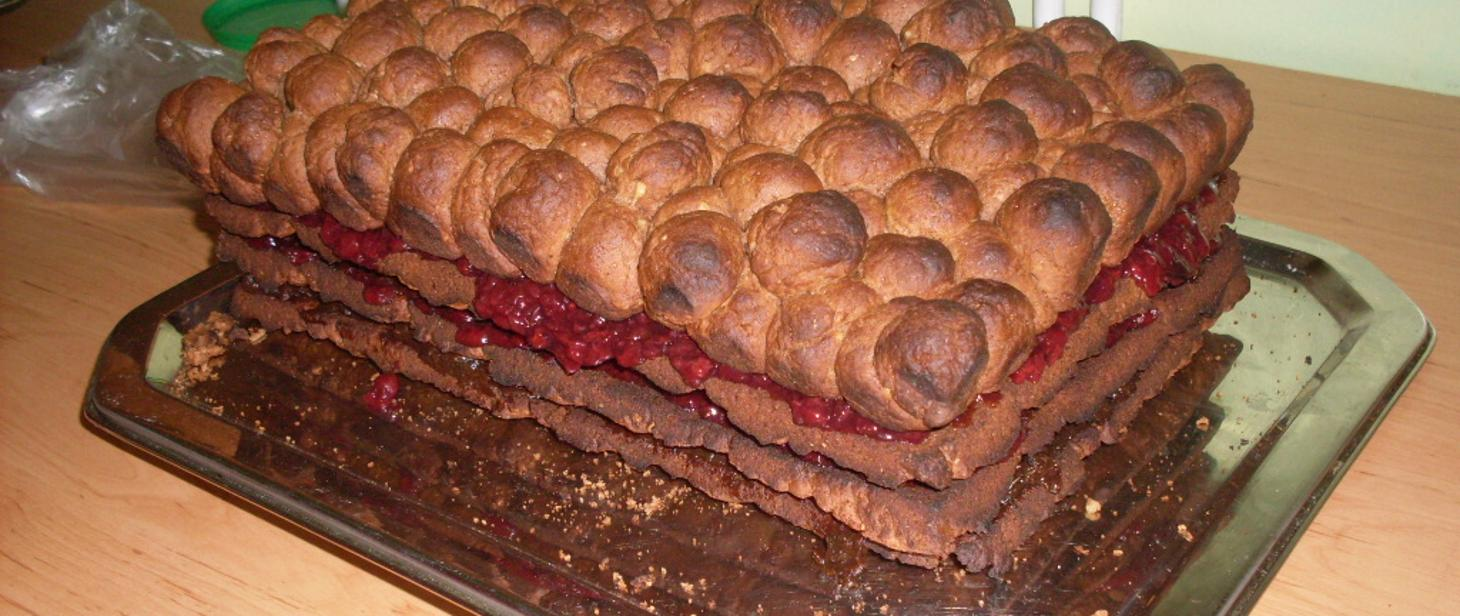
„Piernik na karmelu / Brukowiec kujawski” wpisany na polską Listę produktów tradycyjnych (ciasto piernikowe przełożone powidłami)

Piernik – ciasto o słodko-pikantnym smaku, o długiej trwałości, zrobione z mąki pszennej lub żytniej, miodu, karmelizowanego cukru, tłuszczu, jajek, wody (lub mleka), środka spulchniającego, mocno przyprawione przyprawami korzennymi. Nazwa piernik wywodzi się od staropolskiego słowa „pierny”, czyli „pieprzny”.
Swoją trwałość pierniki zawdzięczają z jednej strony dużemu udziałowi przypraw korzennych, a z drugiej swojej twardości i suchości. W zimnym i suchym miejscu dają się przechowywać nawet przez kilka miesięcy.
Najtrwalsze są tzw. pierniki dojrzewające. Surowe ciasto na piernik należy zostawić po wymieszaniu w chłodnym miejscu, aby sfermentowało. W produkcji przemysłowej leżakowanie ciasta może trwać kilka tygodni, a ciasto na domowe pierniki wigilijne zaleca się zarabiać miesiąc wcześniej (zwyczajowo po andrzejkach).
Używane przyprawy korzenne zależą od przepisu i regionalnych tradycji, są to m.in. cynamon, imbir, goździki, nasiona kolendry, kardamon, gałka muszkatołowa, anyż, anyż gwiaździsty, ziele angielskie i czarny pieprz.
Pierniki sztukowe występują w formie mniejszych i większych ciastek, często ozdobnych, pokryte z wierzchu syropem cukrowym, lukrem, woskiem pszczelim, polewą kakaową lub czekoladą, zdobionych wzorami wykonanymi z glazury białkowej, lukru, marcepanu, kolorową posypką, bakaliami itp. Takie pierniki mogą zawierać nadzienie w postaci marmolady lub konfitury owocowej, migdałów, orzechów, owoców z syropu itp.
Pierniki formowe zwykle przekłada się marmoladą i kremem szwedzkim, a także masą orzechową lub marcepanem. Przy odpowiednio dużej wilgotności powietrza charakteryzują się miękką pulchną konsystencją, zaś przy odpowiednio niskiej stają się twarde.

## Historia
Zdaniem niektórych historyków żywności, pierwszy znany przepis na piernik pochodzi z Grecji z około 2400 roku p.n.e. Według innych, historia piernika sięga roku 992 (naszej ery), kiedy to ormiański mnich Grzegorz z Nikopolis miał nauczyć chrześcijańskich piekarzy we Francji jego wyrobu.
Piernik to tradycyjne ciasto miast hanzeatyckich, będące swoistym symbolem ich powodzenia oraz szerokich kontaktów ze światem. Pierwotnie było wielkim luksusem, ze względu na koszty importu przypraw korzennych i bakalii, często eksportowano je w głąb krajów macierzystych. Jako towar eksportowy, wysyłany w odległe miejsca, piernik został tak pomyślany, aby przetrwać długie podróże lądowe. Tradycja ich wypieku przetrwała m.in. w Bremie, Monachium, Norymberdze, Amsterdamie, Liège, Ostendzie i Kłajpedzie, a z polskich miast w Szczecinie, Gdańsku i Toruniu.
W XV-wiecznej Szwecji zakonnice wypiekały pierniki, które miały służyć jako remedium na niestrawność.
Pierwszy cech piernikarzy w Niemczech powstał prawdopodobnie w XV wieku. Na początku XIX wieku w Niemczech zrodziła się tradycja wypiekania (budowania) bogato dekorowanych domków z piernika. Według jednej z teorii, została ona spopularyzowana na świecie dzięki bajce „Jaś i Małgosia” autorstwa braci Grimm (1812).
W Czechach z pierników słyną Pardubice, gdzie tradycja ich wyrobu sięga co najmniej XVI wieku. Oryginalna receptura składała się z miodu, mąki i pieprzu. Pod Pardubicami, we wsi Ráby, w zbudowanym w 1882 roku dawnym pałacyku myśliwskim „Piernikowa chatka” (cz. Perníková chaloupka) mieści się muzeum pierników i bajek (cz. Muzeum perníku).
W Polsce pierwszy cech piernikarzy (kichlarzy, od niem. Küchler) powstał w Krakowie. W Polsce w XVII wieku sprzedawano pierniki w aptekach jako skuteczny lek na wiele chorób. Był, podobnie jak w innych krajach, symbolem dobrobytu i wysokiego statusu społecznego. W XVII-wiecznym Toruniu wypiekano słynne katarzynki, jakościowo porównywane ze znanymi w całej Europie piernikami norymberskimi (niem. Nürnberger Lebkuchen). W XIX wieku pojawił się również w polskich domach chłopskich. Podobno dawniej w skład wiana panny młodej wchodziła faska ciasta piernikowego i galaretowaty wywar mięsny na rosoły. Z 1938 roku pochodzi pierwsza znana wzmianka o piernikach szczecińskich (niem. Stettiner Peperkoken). Pokruszone pierniki wchodzą w skład tradycyjnego staropolskiego sosu szarego.

## Substytuty piernika
Dawniej miód nie należał do produktów łatwo dostępnych. Nie było także jego tańszego zamiennika – miodu sztucznego. Odpowiedzią na to było wymyślanie pierników, w którym miód zastępuje się innymi surowcami.
Jego zamiennikiem może być na przykład słodki syrop buraczany. Przykładem takiego ciasta jest brukowiec mazurski – wypiek charakterystyczny dla ziemi lubawskiej. 18 stycznia 2010 został on wpisany na listę produktów tradycyjnych polskiego Ministerstwa Rolnictwa i Rozwoju Wsi.
Innym spotykanym zamiennikiem jest syrop z mniszka pospolitego (lekarskiego). Jest to wyrób o dosyć gęstej konsystencji, o smaku słodkim, lekko kwaśnym, z lekko cierpkim, charakterystycznym posmakiem, o barwie od złocistej do brązowej.
Miód można też zastąpić w pierniku marchwią: zob. piernik marchwiowy.